# Noctua pallida
Noctua pallida är en fjärilsart som beskrevs av Barend J. Lempke 1939. Noctua pallida ingår i släktet Noctua och familjen nattflyn. Inga underarter finns listade i Catalogue of Life.